# Velika Golija
Velika Golija (ili samo Golija) je planina u jugozapadnom dijelu BiH, između Livanjskog i Glamočkog polja. Prostire se u općinama Livnu i Glamoču.
Najviši vrhovi su Velika Golija (1.892 m) i Velika Pričija (1.891 m). Planina je prekrivena šumom, pašnjacima i koristi se za stočarstvo.
Dijelom je središnjeg planinskog lanca u Dinaridima, kojeg sa zapada obrubljuju Livanjsko i Duvanjsko polje i rječica Drežanka na zapadu i rijeke Vrbas, Rama i gornja Neretva na istoku.